# José Agripino Barnet

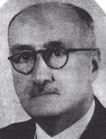
José Agripino Barnet

José Agripino Barnet y Vinagres (* 23. Juni 1864 in Barcelona, Spanien; † 1945) war ein kubanischer Jurist, Diplomat und Politiker. Vom 13. Dezember 1935 bis zum 20. Mai 1936 war er Präsident der Republik Kuba.
José A. Barnet wurde in Barcelona geboren, während seine Eltern in der spanischen Kolonialzeit auf Kuba geboren worden waren. Er besuchte die Sekundarschule in Havanna und studierte an der Universität von Havanna Rechtswissenschaften. 1887 ging er nach Paris und erst 1902, nach der Gründung der kubanischen Republik, auf die Insel zurück. Er kehrte als kubanischer Botschafter nach Paris zurück. Zwischen 1908 und 1915 war er Konsul in Liverpool, Rotterdam und Hamburg. 1915 arbeitete er im kubanischen Staatssekretariat und 1916 ging er wieder als Diplomat in die Schweiz, später nach Deutschland. Während der Regierungszeit von Ramón Grau war er parlamentarischer Staatssekretär.
Nach dem Rücktritt von Präsident Carlos Mendieta wurde José A. Barnet als parlamentarischer Staatssekretär entsprechend der kubanischen Verfassung dessen Nachfolger bis zur Wahl eines neuen Parlamentes.